# Dachstein-Rieseneishöhle
Dachstein-Rieseneishöhle – jaskinia lodowa w Austrii, w masywie Dachstein.